# Periclimenes brevirostris
Periclimenes brevirostris är en kräftdjursart som beskrevs av Bruce 1991. Periclimenes brevirostris ingår i släktet Periclimenes och familjen Palaemonidae. Inga underarter finns listade i Catalogue of Life.